# Zbrodnia w Kołodnie
Zbrodnia w Kołodnie – zbrodnia dokonana 14 lipca 1943 roku przez oddziały Ukraińskiej Powstańczej Armii na polskiej ludności gromady wsi Kołodno położonej w powiecie krzemienieckim województwa wołyńskiego. Zabito od 320 do 500 ludzi.

## Przed zbrodnią
W skład gromady wchodziły wsie Kołodno-Lisowszczyzna i Kołodno-Siedlisko. Obie wsie były mieszane narodowościowo, z 60% większością Polaków. Część ludności polskiej była wyznania prawosławnego.
Od jesieni 1942 roku ludność polska była terroryzowana przez nacjonalistów ukraińskich. Wymuszano na niej pomoc żywnościową dla UPA, zdarzały się morderstwa pojedynczych osób. Pomimo tego we wsiach nie powstała polska samoobrona, gdyż znaczna liczba mężczyzn zdolnych do walki została wywieziona na roboty przymusowe do Rzeszy.

## Przebieg zbrodni
14 lipca 1943 roku, trzy dni po kulminacji rzezi wołyńskiej, do Kołodna wjechało furmankami około 300 upowców. Przyjezdni podzielili się na małe grupy i rozeszli po zagrodach. Domy zamieszkane przez Polaków wskazywali im miejscowi Ukraińcy.
Po wejściu do mieszkań upowcy nakazywali Polakom położenie się a następnie mordowali ich przy pomocy siekier lub broni palnej. Na zewnątrz budynków starali się zachowywać spokojnie po to, by ukryć swoje zamiary i nie wywołać ucieczki pozostałych Polaków. Z tego powodu z rzezi uratowały się nieliczne osoby, na przykład ranny Stanisław Kazimierów czy Józef Ratuszniak ukryty przez Ukraińca Semena Kornatego. Rzeź trwała około 3 godzin. 
Władysław i Ewa Siemaszko liczbę zabitych oceniają na 320-500, przy czym tę drugą liczbę uznają za najbardziej prawdopodobną. Ciała ofiar były grzebane w zbiorowych mogiłach oraz w grobach indywidualnych, często na miejscu zbrodni. W noc po dokonanej zbrodni miejscowi Ukraińcy usypali kopiec na pamiątkę „zwycięstwa” nad Polakami.
Do mordu Ukraińców podburzał miejscowy duchowny prawosławny Szymanśkyj. Jego syn był jednym z lokalnych przywódców UPA.

## Upamiętnienie
We wrześniu 1996 roku rodziny zabitych odnalazły pod lasem jedną ze zbiorowych mogił i postawiły na niej drewniany krzyż. Na cmentarzu w Kołodnie wzniosły pomnik-symboliczną mogiłę. 